# Sent Berçon
Sent Berçon (en francès Saint-Bressou) és un municipi francès situat al departament de l'Òlt i a la regió d'Occitània.

## Demografia
| 1962                                       | 1968 | 1975 | 1982 | 1990 | 1999 | 2007 |
| ------------------------------------------ | ---- | ---- | ---- | ---- | ---- | ---- |
| 133                                        | 157  | 150  | 133  | 118  | 129  | 105  |
| Des de 1962: població sense dobles comptes |      |      |      |      |      |      |

## Administració
| Període | Identitat           | Partit |
| ------- | ------------------- | ------ |
| 2001-   | Jean-Louis Griffoul |        |